# Тайсецудзан
Тайсецудза́н (яп. 大雪山系 — «большая снежная гора») — горы в Японии, в центральной части острова Хоккайдо.
Протяжённость гор составляет около 100 км. Высшая точка — потухший стратовулкан Асахи (2290 м), который также является высочайшей вершиной всего острова. Горы сложены гранитами, песчаниками, кварцитами и сланцами. На склонах произрастает горная тайга. На территории гор расположен национальный парк Дайсецудзан.